# Tresviso
Tresviso è un comune spagnolo di 80 abitanti situato nella comunità autonoma della Cantabria, comarca di Liébana.
È un piccolo comune montano formato da un solo nucleo abitato a 848 m s.l.m. distante 91 km da Santander, capitale della Cantabria. Fa parte del Parco nazionale dei Picos de Europa e comprende anche montagne di notevole elevazione. Il suo territorio è bagnato dai due fiumi Deva e Urdón che scorre nella garganta de Urdón profonda gola scavata dal fiume.
La popolazione del municipio è in progressiva diminuzione a causa del saldo negativo dell'andamento migratoria e del conseguente invecchiamento. Il 40% degli abitanti ha infatti 65 anni o più, l'età media è di 55 anni con indice di mortalità superiore a quello di natalità e dal 1981 il comune ha perso circa un quarto del numero di abitanti. Nella ripartizione della popolazione attiva nei vari settori economici il 30% appartiene al settore primario soprattutto all'allevamento del bestiame bovino, ovino e caprino nei diversi pascoli e la produzione del latte è anche utilizzata per la confezione artigianale del formaggio tipico a denominazione di origine protetta picón de Tresviso. Inesistente è l'industria e pertanto non c'è nessuno che eserciti questa attività nemmeno nei paesi vicini. Nell'edilizia è impiegato il 25% della popolazione attiva e il 45% nel settore terziario, la crescita del turismo di massa ha infatti portato qualche beneficio anche se l'attrezzatura ricettiva è molto limitata.

## Storia
Nessun ritrovamento archeologico preistorico ha permesso di stabilire in quale periodo vi fu l'insediamento umano in questo impervio e isolato territorio. Tresviso appare per la prima volta citato in un documento del 942. Nel X secolo esisteva una comunità distinta dalle valli vicine a causa dell'isolamento geografico, tuttavia appartenente alla Merindad de Asturias de Santillana.
Nel XV secolo si ha notizia del commercio del formaggio tipico verso altre località che dà luogo ad una certa notorietà. Nel 1763 risulta che il territorio municipale era diviso in tre proprietà dei signori Bernardino de Sigles cittadino di Aguilar, Antonio de Colosia cittadino di Meradio e Gonzalo Junco di Rivadesella. Nel 1822 durante il cosiddetto "Triennio liberale" (1820-23), come molte altre località spagnole si convertì in comune costituzionale.

## Monumenti e luoghi d'interesse
Il patrimonio architettonico religioso è costituito dalla Chiesa parrocchiale costruita nel 1904 sopra una vecchia ermita di San Pietro del XVIII secolo. L'architettura civile popolare è formata da tipiche case di montagna in pietra, l'affacciarsi del turismo ha determinato la costruzione di moderne case che non sempre armonizzano con l'architettura generale. Di grande interesse naturalistico e paesaggistico è il Parco nazionale dei Picos de Europa con cime che superano i 2500 metri d'altezza.

## Feste
La festa principale che si svolge il 29 giugno in concomitanza col giorno dedicato a San Pietro è detta Fiesta del ramu. Al mattino i giovani portano alla chiesa ognuno un ramo di fiori di tasso adornato da gale, durante la messa i rami vengono benedetti. Dopo la messa s'iniziano i festeggiamenti con la gara della jovera (il nostro albero della cuccagna) in cui i ragazzi si cimentano nella salita a un palo liscio piantato verticalmente sulla cima del quale sono posti un ramo e premi in natura mentre le ragazze a terra intonano canzoni. Successivamente si festeggia con musica, canti, balli e giochi tradizionali.
Altre feste sono il 15 agosto la Asuncion. il 29 e 30 novembre San Andrés.